# 小田原電気鉄道ユ1形電車
小田原電気鉄道ユ1形電車（おだわらでんきてつどうユ1がたでんしゃ）は、小田急箱根の前身である小田原電気鉄道が1921年に導入し、1976年まで運用されていた直流電動貨車である。箱根の旅館などで使用する食材などの運搬に使用されたことから「魚菜電車」とも呼ばれた。
本項では、1916年に製造され、1992年まで構内入換車両として使用された電動貨車である小田原電気鉄道ム1形電車についても記述する。

## 概要
ユ1形は重量貨物用として開業時に2両が製造され、箱根の旅館などで使用する食材などの運搬に使用された。ム1形は開業前の1916年に2両が製造され、鉄道線建設資材の輸送などに使用された。「ユ」は有蓋車、「ム」は無蓋車からとられたものである。
1952年にはユ2とム2は廃車となり、その後はユ1が保線用として、ム1は検車区の構内入換用に使用されていたが、ユ1はモニ1形に置き換えられて1976年に廃車となり、ム1も1992年に廃車となった。

## 車両概説
本節では、登場当時の仕様を基本として記述し、更新による変更については沿革で後述する。
ユ1形・ム1形とも電動車である。

### ユ1形
車体長7,620 mm、車体幅2,286 mmの木製車体で、屋根高さは3,277 mmである。集電装置はトロリーポールを装備する。
電装品はゼネラル・エレクトリック (GE) 製で、制御装置は直接制御器を使用、主電動機もGE製の50HP電動機であるGE203-L-11形である。ブレーキ（制動装置）は手ブレーキ・発電ブレーキのほか、電磁吸着ブレーキを装備した。電磁吸着ブレーキは発電ブレーキとは別回路で、研電社製の小型の電磁吸着ブレーキ用制御器が設けられた。
台車はブリル21-E形で、連結器は設置されていない。

### ム1形
全長6,350 mm、車体幅2,184 mmの木製車体で、運転台にも屋根がない、文字通りの無蓋電動貨車である。集電装置は車体の中央にスタンドを立てて、これにトロリーポールを載せている。この車両の高さはこのポールスタンドの高さの2,987 mmである。
電装品はユ1形と同様GE製で、制御装置もユ1形と同様に直接制御器を使用しているが、主電動機はユ1形とは異なり定格電圧500 Vの25HP電動機であるGE製のGE800形を採用した。ブレーキ（制動装置）は手ブレーキ・発電ブレーキのほか、電磁吸着ブレーキを装備した。電磁吸着ブレーキは発電ブレーキの最終段へのノッチ投入で動作する。
台車はブリル21-E形で、連結器はアメリカのヴァン・ドーン社製のピンカップリング連結器を装備した。

## 沿革
1916年にム1形が2両製造され、鉄道線の工事における資材輸送に使用された。1921年にはユ1形が2両製造され、箱根の旅館などで使用する食材などの運搬はユ1形によって行われた。
関東大震災では鉄道線・軌道線ともに大きな被害を受けたが、この復旧を機に軌道線の軌間を1,372 mmから1,435 mmに変更し、ユ1形・ム1形ともに軌道線を経由して小田原駅まで乗り入れるようになったが、これに伴いユ2が軌道線用として前面に救助網を設置した。しかし、この物資輸送はその後トラック輸送に置き換えられた。
1950年に鉄道線の小田原駅から箱根湯本駅までの区間が直流1,500 Vに昇圧されると、老朽化の上昇圧が困難という理由により、ユ2とム2は1952年2月に廃車となった。その後はユ1が600 V区間の保線用に使用されるようになり、ム1は検車区の構内入換用車両となった。
ユ1形はその後集電装置をビューゲルやパンタグラフに変更したが、1975年には新しく電動貨車としてモニ1形が導入され、ユ1形は1976年12月20日付で廃車となった、その後、1981年には日本放送協会 (NHK) 『新日本紀行』の撮影のため、ム1が強羅駅まで走行した。
ム1は1988年時点でもトロリーポールによる集電方式のままで、当時トロリーポールで集電して走行する電車は、トロリーバスを除けば日本では博物館明治村で動態保存されている電車とム1だけであった。ム1は1992年9月に廃車となった。

## 保存車両
ユ1は廃車後は入生田検車区の構内に放置されていたが、1983年11月2日からユ1は「魚菜電車」として強羅駅構内に展示されるようになった。また、ム1も廃車後は強羅駅構内に展示された。
しかし、木造車両を露天で保存していたために車体の傷みがひどくなり、1999年に2両とも解体されたため、現存車両はない。